# Junge Welt-Pokal 1954
Der Junge Welt-Pokal 1954 war die 6. Auflage des höchsten Fußball-Pokalwettbewerbs der Altersklasse 17/18 auf dem Gebiet der DDR, der von der Sektion Fußball durchgeführt wurde. Er begann am 14. März 1954 mit der Qualifikationsrunde und endete am 19. April 1954 mit dem Finale beim gesamtdeutschen Endrundenturnier im sächsischen Freiberg. Pokalsieger wurde erstmals ein westdeutscher Vertreter mit TuRU Düsseldorf nach einem 3:1 über Pokalverteidiger BSG Wismut Neuwürschnitz.

## Qualifikation

### Teilnehmende Mannschaften
An der Qualifikation zum Junge Welt-Pokal der Junioren (A-Jugend) für die Altersklasse (AK) 17/18 nahmen die Pokalsieger bzw. dessen Vertreter der 14 Bezirke auf dem Gebiet der DDR sowie der Pokalsieger und Pokalfinalist aus Ost-Berlin teil. Spielberechtigt waren Spieler bis zum 18. Lebensjahr (Stichtag: 1. August 1935).
Folgende Mannschaften nahmen an der Qualifikation zum Junge Welt-Pokal teil:
| - Bezirk Rostock BSG Motor Rostock - Bezirk Schwerin BSG Chemie Boizenburg - Bezirk Neubrandenburg BSG Aufbau Neubrandenburg - Bezirk Potsdam BSG Motor Hennigsdorf - Ost-Berlin SG Lichtenberg 47 BSG Motor Grünau | - Bezirk Frankfurt (Oder) BSG Einheit Frankfurt - Bezirk Magdeburg BSG Einheit Burg - Bezirk Halle BSG Stahl Helbra - Bezirk Leipzig BSG Empor Nordost Leipzig - Bezirk Cottbus BSG Fortschritt Forst | - Bezirk Dresden BSG Empor Tabak Dresden - Bezirk Karl-Marx-Stadt BSG Motor Brand Langenau - Bezirk Erfurt BSG Turbine Erfurt - Bezirk Gera BSG Einheit Greiz - Bezirk Suhl BSG Motor Steinach |

### Modus
Die Qualifikation wurde im K.-o.-System ausgetragen und es wurde versucht, in 90 Minuten einen Gewinner auszuspielen. War danach kein Sieger gefunden, wurde ein Wiederholungsspiel mit getauschtem Heimrecht angesetzt. Wurde auch in diesem kein Sieger gefunden, kam es zu einem dritten Spiel auf neutralen Platz. Die vier Sieger der 2. Hauptrunde und die zwei siegreichen Mannschaften der anschließenden Trostrunde qualifizierten sich für das Endrundenturnier.

### 1. Hauptrunde
| Datum                   |                          | Ergebnis |                           |
| ----------------------- | ------------------------ | -------- | ------------------------- |
| So 14. März, 14:00 Uhr  | BSG Empor Tabak Dresden  | 1:1      | BSG Motor Steinach        |
| So 14. März, 14:00 Uhr  | BSG Motor Hennigsdorf    | 0:0      | BSG Fortschritt Forst     |
| So 14. März, 14:00 Uhr  | BSG Motor Brand Langenau | 0:1      | BSG Aufbau Neubrandenburg |
| So 14. März, 14:00 Uhr  | BSG Motor Grünau         | 4:0      | BSG Stahl Helbra          |
| So 14. März, 14:00 Uhr  | SG Lichtenberg 47        | 0:4      | BSG Motor Rostock         |
| So 14. März, 14:00 Uhr  | BSG Turbine Erfurt       | 1:1      | BSG Einheit Burg          |
| So 14. März, 14:00 Uhr  | BSG Einheit Frankfurt    | 0:1      | BSG Empor Nordost Leipzig |
| Mi .17. März, 16:00 Uhr | BSG Chemie Boizenburg    | 0:1      | BSG Einheit Greiz         |

#### Wiederholungsspiele
| Datum                   |                       | Ergebnis |                         |
| ----------------------- | --------------------- | -------- | ----------------------- |
| Mi .17. März, 14:00 Uhr | BSG Fortschritt Forst | 1:0      | BSG Motor Hennigsdorf   |
| Mi .17. März, 14:00 Uhr | BSG Einheit Burg      | 1:1      | BSG Turbine Erfurt      |
| Do 18. März, 14:00 Uhr  | BSG Motor Steinach    | 3:3      | BSG Empor Tabak Dresden |

3. Spiel (neutraler Platz)
| Datum                  |                         | Ergebnis |                    | Spielort      |
| ---------------------- | ----------------------- | -------- | ------------------ | ------------- |
| So 21. März, 14:00 Uhr | BSG Turbine Erfurt      | 4:0      | BSG Einheit Burg   | Halle (Saale) |
| So 21. März, 14:00 Uhr | BSG Empor Tabak Dresden | 3:2      | BSG Motor Steinach | Leipzig       |

### 2. Hauptrunde
| Datum                  |                           | Ergebnis |                           |
| ---------------------- | ------------------------- | -------- | ------------------------- |
| So 21. März, 14:00 Uhr | BSG Einheit Greiz         | 3:1      | BSG Motor Grünau          |
| So 21. März, 14:00 Uhr | BSG Motor Rostock         | 4:0      | BSG Empor Nordost Leipzig |
| So 21. März, 14:00 Uhr | BSG Aufbau Neubrandenburg | 2:1      | BSG Fortschritt Forst     |
| So 28. März, 14:00 Uhr | BSG Turbine Erfurt        | 3:0      | BSG Empor Tabak Dresden   |

#### Trostrunde
| Datum                   |                           | Ergebnis |                         |
| ----------------------- | ------------------------- | -------- | ----------------------- |
| So 28. März, 14:00 Uhr  | BSG Motor Grünau          | 5:0      | BSG Fortschritt Forst   |
| So 04. April, 14:00 Uhr | BSG Empor Nordost Leipzig | 1:5      | BSG Empor Tabak Dresden |

## Endrundenturnier

### Teilnehmende Mannschaften
Am Endrundenturnier zum Junge Welt-Pokal der Junioren (A-Jugend) für die Altersklasse (AK) 17/18 nahmen die sechs Sieger der Qualifikation, der Pokalverteidiger und fünf Vertretungen aus Westdeutschland teil.
Nachträglich erschien noch der VfL Schöneberg aus West-Berlin, so dass dreizehn Mannschaften am Turnier teilnahmen.
Spielberechtigt waren Spieler bis zum 18. Lebensjahr (Stichtag: 1. August 1935).
Am Junge Welt-Pokal nahmen folgende dreizehn Mannschaften teil:
| - Qualifikationssieger BSG Einheit Greiz BSG Motor Rostock BSG Aufbau Neubrandenburg BSG Turbine Erfurt BSG Motor Grünau BSG Empor Tabak Dresden | - Pokalverteidiger BSG Wismut Neuwürschnitz - West-Berlin VfL Schöneberg Schöneberg erschien nachträglich | - Westdeutschland TuRU Düsseldorf Eintracht Braunschweig TG Heilbronn Bremer SV TSV 1860 München |

### Modus
Im Endrundenturnier wurden die Spiele in vier Staffeln zu je drei bzw. vier Mannschaften nach dem Modus „Jeder gegen Jeden“ ausgetragen. Die vier Staffelsieger ermittelten ab dem Halbfinale den Pokalsieger. Die Spielzeit in der Vorrunde und im Halbfinale ging über 2 × 20 Minuten, die im Endspiel über 2 × 35 Minuten.

### Vorrunde
Die Spiele der Vorrunde sollten alle in der Glückauf-Kampfbahn und in der Akademischen Kampfbahn ausgetragen werden. Leider beeinflusste schlechtes Wetter die Spiele der Vorrunde, so dass am Sonnabend und Sonntag auf Plätzen in Freiberg und Weißenborn ausgewichen werden musste.

#### Staffel I
Spiele
|                    | Ergebnis |                    |
| ------------------ | -------- | ------------------ |
| VfL Schöneberg     | 1:0      | BSG Motor Rostock  |
| BSG Einheit Greiz  | 2:0      | BSG Turbine Erfurt |
| BSG Motor Rostock  | 3:0      | BSG Einheit Greiz  |
| BSG Turbine Erfurt | 0:0      | VfL Schöneberg     |
| VfL Schöneberg     | 1:1      | BSG Einheit Greiz  |
| BSG Turbine Erfurt | 3:0      | BSG Motor Rostock  |

Abschlusstabelle
| Pl. | Mannschaft         | Sp. | S | U | N | Tore    | Quote | Punkte |
| --- | ------------------ | --- | - | - | - | ------- | ----- | ------ |
| 1.  | VfL Schöneberg     | 3   | 1 | 2 | 0 | 002:100 | 2,00  | 04:20  |
| 2.  | BSG Turbine Erfurt | 3   | 1 | 1 | 1 | 003:200 | 1,50  | 03:30  |
| 3.  | BSG Einheit Greiz  | 3   | 1 | 1 | 1 | 003:400 | 0,75  | 03:30  |
| 4.  | BSG Motor Rostock  | 3   | 1 | 0 | 2 | 003:400 | 0,75  | 02:40  |

#### Staffel II
Spiele
|                           | Ergebnis |                           |
| ------------------------- | -------- | ------------------------- |
| TuRU Düsseldorf           | 2:0      | Eintracht Braunschweig    |
| Eintracht Braunschweig    | 2:0      | BSG Aufbau Neubrandenburg |
| BSG Aufbau Neubrandenburg | 0:2      | TuRU Düsseldorf           |

Abschlusstabelle
| Pl. | Mannschaft                | Sp. | S | U | N | Tore    | Quote | Punkte |
| --- | ------------------------- | --- | - | - | - | ------- | ----- | ------ |
| 1.  | TuRU Düsseldorf           | 2   | 2 | 0 | 0 | 004:000 | ∞     | 04:0   |
| 2.  | Eintracht Braunschweig    | 2   | 1 | 0 | 1 | 002:200 | 1,00  | 02:20  |
| 3.  | BSG Aufbau Neubrandenburg | 2   | 0 | 0 | 2 | 000:400 | 0,00  | 0:40   |

#### Staffel III
Spiele
|                          | Ergebnis |                          |
| ------------------------ | -------- | ------------------------ |
| BSG Motor Grünau         | 1:1      | BSG Wismut Neuwürschnitz |
| BSG Wismut Neuwürschnitz | 2:0      | TG Heilbronn             |
| TG Heilbronn             | 0:2      | BSG Motor Grünau         |

Ausscheidungsspiel
|                          | Ergebnis |                  |
| ------------------------ | -------- | ---------------- |
| BSG Wismut Neuwürschnitz | 1:0      | BSG Motor Grünau |

Abschlusstabelle
| Pl. | Mannschaft               | Sp. | S | U | N | Tore    | Quote | Punkte |
| --- | ------------------------ | --- | - | - | - | ------- | ----- | ------ |
| 1.  | BSG Wismut Neuwürschnitz | 2   | 1 | 1 | 0 | 003:100 | 3,00  | 03:10  |
| 2.  | BSG Motor Grünau         | 2   | 1 | 1 | 0 | 003:100 | 3,00  | 03:10  |
| 3.  | TG Heilbronn             | 2   | 0 | 0 | 2 | 000:400 | 0,00  | 0:40   |

#### Staffel IV
Spiele
|                         | Ergebnis |                         |
| ----------------------- | -------- | ----------------------- |
| BSG Empor Tabak Dresden | 4:1      | Bremer SV               |
| Bremer SV               | 0:2      | TSV 1860 München        |
| TSV 1860 München        | 4:1      | BSG Empor Tabak Dresden |

Abschlusstabelle
| Pl. | Mannschaft              | Sp. | S | U | N | Tore    | Quote | Punkte |
| --- | ----------------------- | --- | - | - | - | ------- | ----- | ------ |
| 1.  | TSV 1860 München        | 2   | 2 | 0 | 0 | 006:100 | 6,00  | 04:0   |
| 2.  | BSG Empor Tabak Dresden | 2   | 1 | 0 | 1 | 005:500 | 1,00  | 02:20  |
| 3.  | Bremer SV               | 2   | 0 | 0 | 2 | 001:600 | 0,17  | 0:40   |

### Halbfinale
| Datum        |                          | Ergebnis |                  |
| ------------ | ------------------------ | -------- | ---------------- |
| Mo 19. April | VfL Schöneberg           | 0:2      | TuRU Düsseldorf  |
| Mo 19. April | BSG Wismut Neuwürschnitz | 2:1      | TSV 1860 München |

### Spiel um Platz 3
| Datum        |                | Ergebnis |                  |
| ------------ | -------------- | -------- | ---------------- |
| Mo 19. April | VfL Schöneberg | 0:0      | TSV 1860 München |

Beide Mannschaften wurden auf den dritten Platz gesetzt.

### Finale
| Paarung                  | TuRU Düsseldorf – BSG Wismut Neuwürschnitz |
| Ergebnis                 | 3:1 (2:0) |
| Datum                    | Montag, 19. April 1954 |
| Stadion                  | Glückauf-Kampfbahn, Freiberg |
| Zuschauer                | 6.000 |
| Schiedsrichter           | Matelski (Osterwieck) |
| Tore                     | 1:0 Bogard (7.) 2:0 2:1 H. Selig (37.) 3:1 Besten (69.)                                                                                         |
| TuRU Düsseldorf          | Fritz Ewert – Schmidt, Kutgar – Zimmermann, Funke-Kaiser, Aufermann – Wilgo, Bogard, Meister, Besten, Pirthen                                   |
| BSG Wismut Neuwürschnitz | Horst Schumann – Gerd Freitag, Karl Schürer, Henry Ammon – Dietrich Selig, Roland Gräbner – Reinhardt, Fischer, Werner, Reinhold, Hermann Selig |